# Casearia flexuosa
Casearia flexuosa Craib – gatunek rośliny z rodziny wierzbowatych (Salicaceae Mirb.). Występuje naturalnie w Tajlandii, Laosie, Wietnamie oraz południowych Chinach (w prowincji Junnan). 

## Morfologia
PokrójZrzucające liście drzewo lub krzew dorastające do 1–4 m wysokości.
LiścieBlaszka liściowa jest nieco skórzasta i ma kształt od eliptycznego do owalnego. Mierzy 3,5–15 cm długości oraz 1–5 cm szerokości, jest piłkowana na brzegu, ma klinową nasadę i spiczasty wierzchołek. Ogonek liściowy jest owłosiony i dorasta do 3–5 mm długości.
KwiatySą zebrane w pęczki, rozwijają się w kątach pędów. Mają 4 lub 5 działek kielicha o podługowato-jajowatym kształcie i dorastających do 2–3 mm długości. Kwiaty mają 8 pręcików.
OwoceMają elipsoidalny kształt.

## Biologia i ekologia
Rośnie w lasach oraz zaroślach. Występuje na wysokości do 700 m n.p.m.